# Piet Hein (zeevaarder)
Pieter Pietersen Heyn, meestal Piet Hein genoemd (Delfshaven, 25 november 1577 – 17 juni 1629, Nabij Oostende op de Noordzee) was een Nederlandse luitenant-admiraal en commandant van de West-Indische Compagnie. Hein is vooral bekend van de verovering van de Spaanse zilvervloot in 1628, maar vond zelf dat hij voor zijn eerdere wapenfeiten te weinig erkenning kreeg.

## Jeugd, gevangenschap en VOC-tijd
Piet Hein werd geboren in 1577 in het bij Delft behorende Delfshaven als zoon van de schipper Pieter Corneliszoon Hein (-1623) en Neeltgen Claeszdochter. Van Piet Heins jeugd is weinig bekend, behalve dat hij kennelijk leerde lezen en schrijven en dat hij drie jongere broers had, Jacob, Simon en Cornelis, die allen koopman werden. In 1598 raakte hij – samen met zijn vader – in Spaanse gevangenschap. Hein werd ingezet als een galeislaaf (roeier) in de vloot van Ambrosio Spinola, gelegen bij Sluis. Hij kwam pas vrij in 1602 bij een uitwisseling van gevangenen.
In Heins latere leven heeft hij op verschillende momenten aangegeven dat hij medelijden voelde voor Afrikaanse en inheemse slaafgemaakten. Hij was kritisch over de manier waarop zij door Europeanen werden behandeld. Waarschijnlijk zijn zijn ervaringen als galeislaaf van invloed geweest op zijn visie op slavernij.
In 1603 raakte Hein als schipper van de Kleine Neptunus opnieuw gevangen en werd hij opgesloten in het fort van Havana. Omdat in het vaderland zijn lot onbekend was, liet koopman Jan Gerritszoon Meerman zijn schipper op de Wassende Maen, in 1605 op handelsreis naar Cuba, speciaal informatie inwinnen. In 1607 was Hein terug, maar het is niet overgeleverd hoe en wanneer.

### Expeditie naar de Molukken (1607–1612)

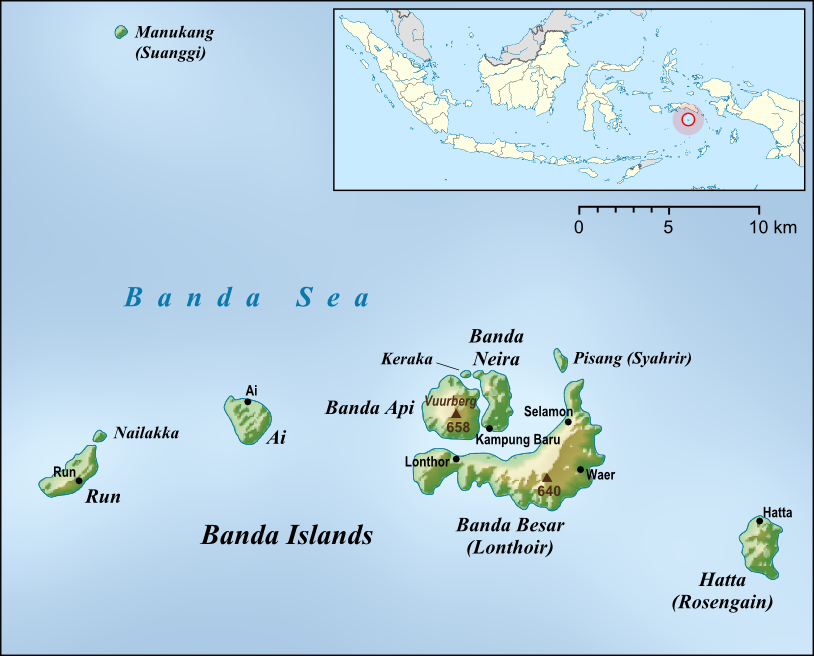
Moderne kaart van de Banda-eilanden

Aan het einde van 1607 trad Hein in dienst bij de Vereenigde Oostindische Compagnie en vertrok als stuurman op de Hollandia. Het schip maakte deel uit van de vloot onder Pieter Willemsz. Verhoeff naar de Banda-eilanden om greep te krijgen op de specerijenhandel. Aan boord van de schepen bevonden zich naast Jan Pieterszoon Coen als onderkoopman, ook Jacques Specx, die op weg was naar Hirado, en ongeveer 750 soldaten. Het doel was Portugese schepen te weren voor Mozambique, de haven van Goa te blokkeren en opnieuw een poging te doen Malakka te veroveren, hetgeen Cornelis Matelieff de Jonge eerder niet was gelukt.
In april 1609 kwam Verhoeff op Banda Neira aan en wilde de vestiging van een fort afdwingen. De Bandanezen gaven de voorkeur aan vrije verkoop, waarbij zij de kopers van verschillende nationaliteit tegen elkaar konden uitspelen. De VOC streefde naar een monopolie op de specerijenhandel, zodat de Bandanezen hun producten alleen aan de Nederlanders mochten verkopen (monopsonie). De onderhandelingen verliepen stroef en op een zeker moment lokten de dorpshoofden Verhoeff en twee andere commandanten, die hun schepen hadden verlaten om op het strand te onderhandelen, in het bos in de val en vermoordden hen daar (eind mei 1609). Als vergelding werden verschillende Bandanese dorpen geplunderd en schepen verwoest; op 15 juni 1609 de kampong Lebetakke op Banda door de Nederlanders geheel uitgemoord. Hein was waarschijnlijk niet bij deze actie betrokken, omdat hij destijds nog geen militaire functie had. In augustus werd er vrede gesloten in het voordeel van de VOC: de Bandanezen erkenden het Nederlandse gezag en monopolie op de specerijenhandel. De vloot verloor bij de acties in Oost-Indië een relatief groot aantal bemanningsleden en soldaten. Als gevolg daarvan werd een aantal zeelieden bevorderd en zo werd Hein in 1610 schipper van de Hollandia. Van maart tot november 1610 onderhandelde Hein met de Ambonezen en wist daar uiteindelijk met succes voor 70 realen een grote partij kruidnagels te kopen.
Begin 1611 was Hein wel betrokken bij militaire acties; hij leidde toen twee strafexpedities tegen de eilanden Banda Besar (Lontar) en Run, waarna hij opdracht kreeg om op Banda Neira het Fort Belgica te bouwen; dat werd het derde VOC-fort op de Banda-eilanden. In mei 1611 keerde hij terug naar Holland met een kostbare lading kruidnagels (ter waarde van 100.000 guldens, omgerekend anno 2019 meer dan een miljoen euro), die echter ging broeien en bij de Azoren overboord moest worden gezet om brand te voorkomen. In juni 1612 kwam hij terug in Nederland op de Rede van Texel, 4,5 jaar nadat hij was vertrokken. Heins contract bij de VOC is om onbekende redenen niet verlengd; misschien was het motief het overboord gooien van de kruidnagels, weliswaar bedoeld als veiligheidsmaatregel, maar voor de Compagnie wellicht een onacceptabel groot financieel verlies.

### Verblijf in Nederland en de Venetiaanse expeditie (1612–1623)
Na thuiskomst vestigde Hein zich in Rotterdam en trouwde in 1612 met Anneke Claesdochter de Reus, de twaalf jaar oudere weduwe van zijn in 1611 in de Molukken omgekomen collega Jan de With. Piet Hein was spaarzaam en in 1613 had hij kennelijk een eigen schip, de Sphaera Mundi. Het echtpaar was welvarend genoeg om in 1614 voor 2900 guldens een groot huis te kopen aan de Leuvehaven. In 1617 was Hein schipper op de Neptunus. Toen hij in 1618 met de Neptunus Venetië aandeed, werd hij met schip en bemanning geronseld door de Venetiaanse regering om te vechten in het conflict met het Koninkrijk Napels en Sicilië. Ook Johan Ernst van Nassau-Siegen, Melchior van den Kerckhove en Dirck Hartog waren in die tijd met een aantal schepen en 3000 man landtroepen, met instemming van de Staten-Generaal, in Venetiaanse dienst. Deze republiek had ernstig te lijden onder Habsburgse, Spaanse en Uskokse aanvallen. Deze gedwongen dienst op de Adriatische Zee beviel kennelijk niet erg. In 1621 verliet Hein zijn schip (het zou pas in 1623 in Delfshaven terugkeren) en reisde over land naar huis.
De neef van Heins vrouw, Abraham Janszoon de Reus, burgemeester van Rotterdam, bezorgde hem een functie als schepen in de vroedschap, hoewel Hein geen poorter was en een dergelijke positie meestal werd bezet door iemand die rechten had gestudeerd. Mogelijk een geval van "kuiperij" of nepotisme, maar blijkens de notulen behandelde Hein zijn taak niet als een sinecure en kwam hij zijn verplichtingen nauwgezet en gewetensvol na.

## In dienst van de WIC
In november 1623 trad hij in dienst bij de pas opgerichte West-Indische Compagnie. Hij kreeg opdracht de stad Salvador da Bahia in Koloniaal Brazilië aan te vallen en kreeg kaperbrieven mee om schepen van vijandelijke mogendheden in beslag te nemen, ook wanneer het geen oorlogsschepen waren. Dat betekende dat hij van de Staten-Generaal der Nederlanden toestemming had om Spaanse en Portugese koopvaarders aan te vallen.
Hein voerde het bevel van in totaal drie expedities voor de WIC. Na het Twaalfjarig Bestand liep de oorlog erg slecht voor de Republiek, en Brazilië bloeide als nooit tevoren. De Dertigjarige Oorlog sneed de Republiek af van het Duitse achterland en Breda ging in 1625 verloren. De Habsburgers lieten een kapervloot opereren vanuit Lübeck en de teruglopende economie, zo vreesde men, stond op instorten. In reactie hierop werden plannen bedacht om de vijand aan te tasten bij de bron, in Angola en Cacheu, om de aanvoer van slaven af te snijden. Een nieuw plan op 30 oktober behelsde eerst de aanval op het sterke Bahia, een beslissing waarbij de bewindhebbers Adriaen van der Goes uit Delft, Johannes de Laet uit Leiden, Albert C. Burgh, Kiliaen van Rensselaer en Samuel Blommaert een rol speelden.

### Eerste tocht

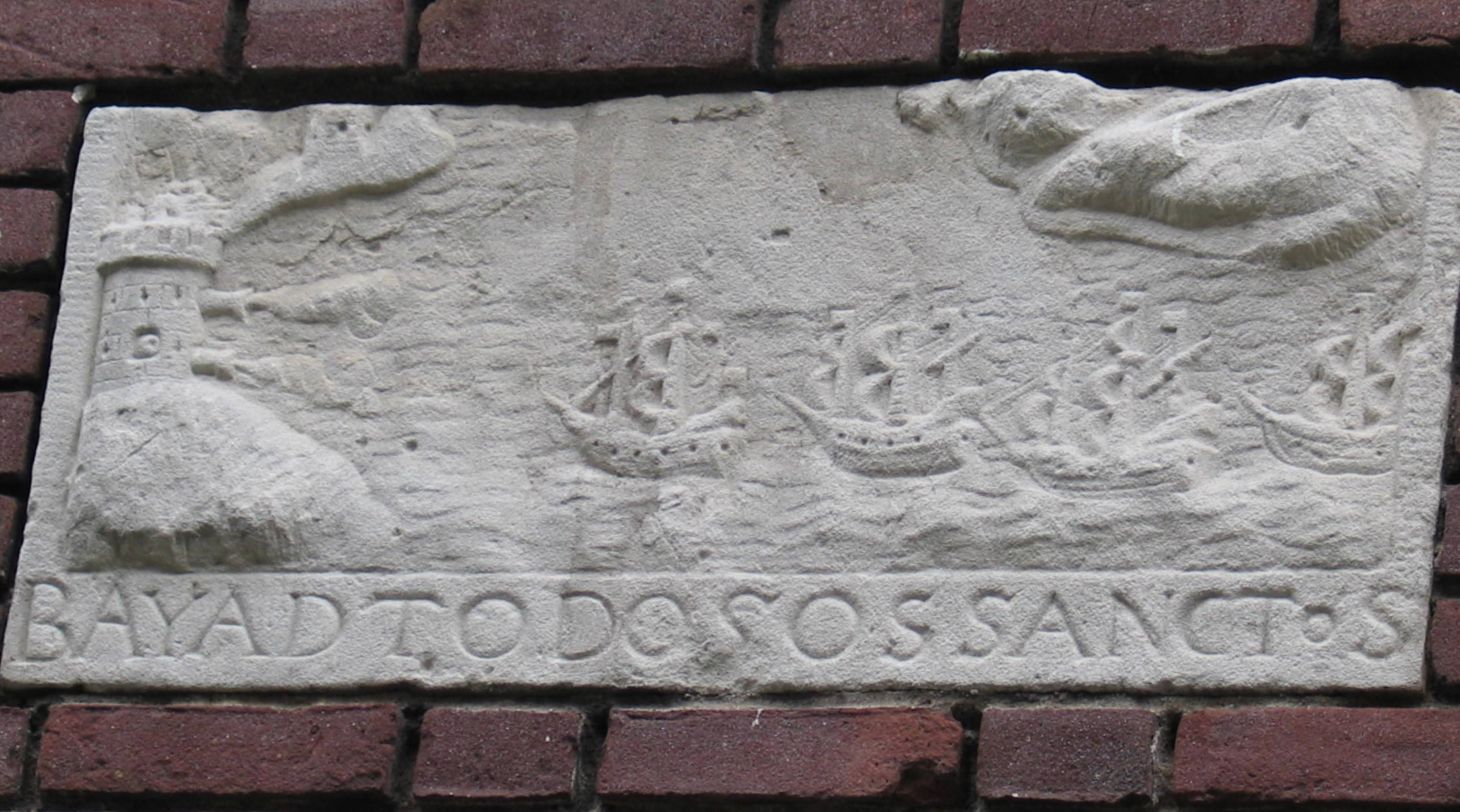
Gevelsteen in de Rozenstraat in de Jordaan

Voor de eerste tocht (1624-1625) werd Hein op 2 november 1623 benoemd tot viceadmiraal, onder admiraal Jacob Willekens. Een vloot van 26 schepen bereikte op 8 mei 1624 de hoofdstad São Salvador da Bahia de Todos os Santos (tegenwoordig bekend als Bahia) van de jonge Portugese kolonie Brazilië. De volgende dag al leidde Hein persoonlijk de succesvolle bestorming door matrozen van het zeefort van de stad. De verdediging stortte ineen en de stad viel zonder slag of stoot in een dag in handen van een landingsmacht van soldaten.
Op 5 augustus 1624 vertrok Piet Hein met zeven schepen uit São Salvador da Bahia – waar Willekens met de meeste andere schepen op 28 juli zeil naar Nederland had gezet – om vandaar uit São Paulo de Loanda (Luanda) in de Portugese kolonie Angola, destijds een belangrijke uitvoerhaven van slaven, te veroveren. Door het blokkeren van de slavenhandel hoopten de Nederlanders het hele plantagesysteem in Amerika lam te leggen. Zelf deed de WIC tot 1635 wel aan transport maar niet aan slavenhandel, die men eerst, na een onderzoek door een commissie, onethisch achtte. Omdat Hein een andere vloot van drie schepen onder leiding van Filips van Zuylen miste, die ten noorden van de plaats was gelegen en die ervoor al een vergeefse aanval op de stad had gedaan, besloot hij om op 30 oktober zelf de stad maar aan te vallen. Deze aanval mislukte echter, want vanwege de eerdere activiteiten van Van Zuylen was Luanda enorm versterkt.
Op 21 november gaf Hein de blokkade op en probeerde vergeefs contact te leggen met het koninkrijk Kongo, dat tevoren aangegeven had een bondgenootschap tegen Portugal te willen sluiten, maar zich nu weer met de Portugezen verzoend bleek te hebben. Hein zette op 2 februari 1625 weer zeil naar São Salvador, waar hij op 18 april werd verrast door de aanwezigheid van de vloot van Don Fadrique de Toledo, die de stad aan het belegeren was. Hein was veel te zwak om de stad te hulp te schieten en wist de hulpvloot van admiraal Boudewijn Hendricksz niet te vinden. (Die zou pas vijf weken later op 26 mei arriveren vanuit Nederland; niet op de hoogte van de herovering.) Op 5 mei vernam Hein dat de stad gevallen was en voer terug naar Nederland. Hierdoor was ook de hulpvloot niet sterk genoeg om Salvador opnieuw te veroveren.

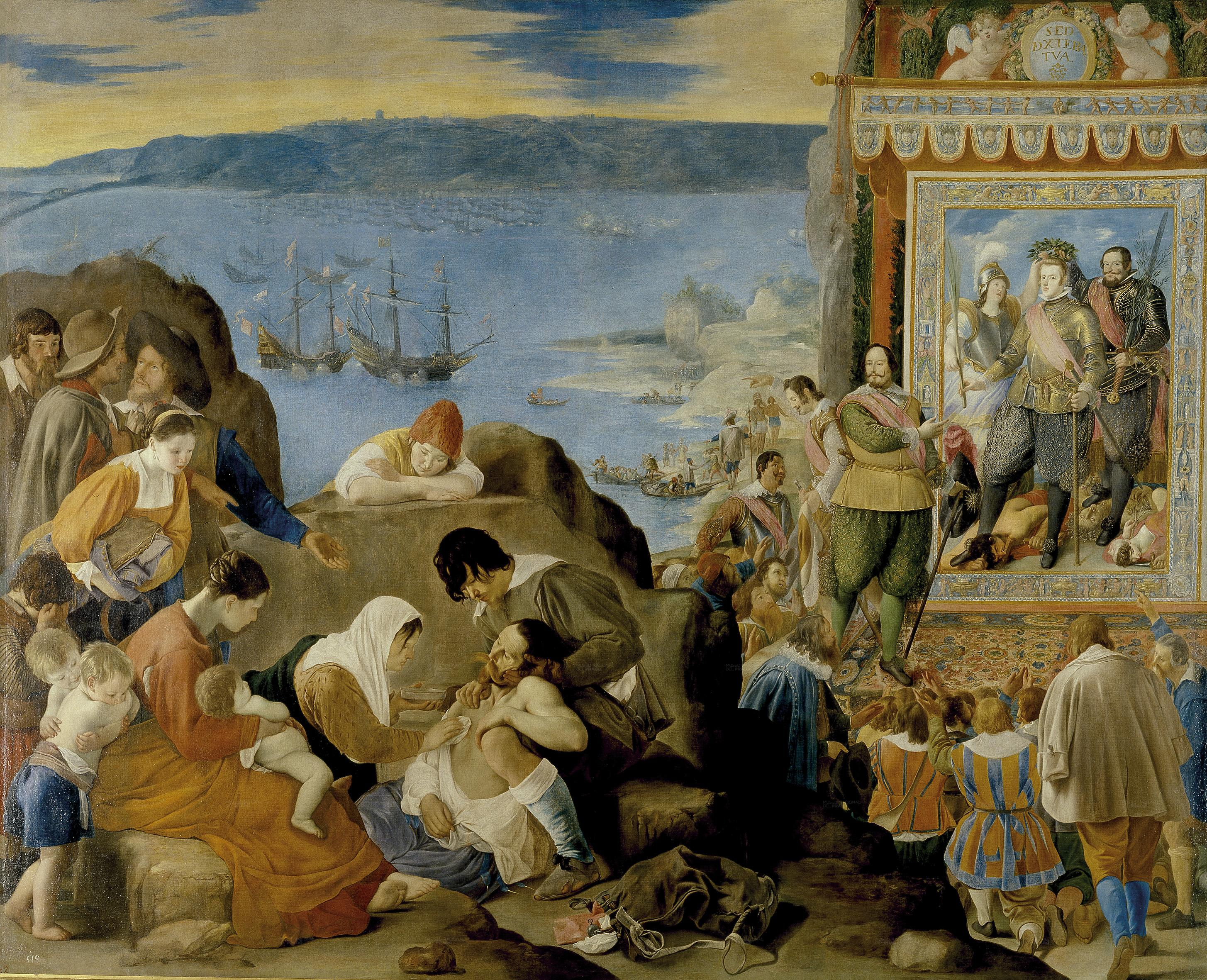
De herovering van Bahia (Salvador) door de Spanjaarden. Juan Bautista Maíno, Prado

Salvador werd op 30 april 1625 na een beleg overgegeven aan de te hulp geschoten Spaanse vloot. (De Spaanse bevelhebbers kregen het nieuws over de verovering een maand eerder dan de Nederlanders, waardoor die te laat kwamen met een hulpvloot om San Salvador te beschermen tegen de herovering). In juli kwam Hein weer thuis en op 9 augustus bracht hij verslag uit aan de Staten-Generaal, waarop hem uit handen van Frederik Hendrik een gouden ereketting met gouden medaille werd verleend. Datzelfde jaar liet hij zijn portret schilderen door Jan Daemen Cool; daarvan bestaan nog enkele kopieën. Een echte heldenontvangst viel hem echter niet ten deel, wat hem blijkens een latere reactie toch gestoken moet hebben.

### Tweede tocht

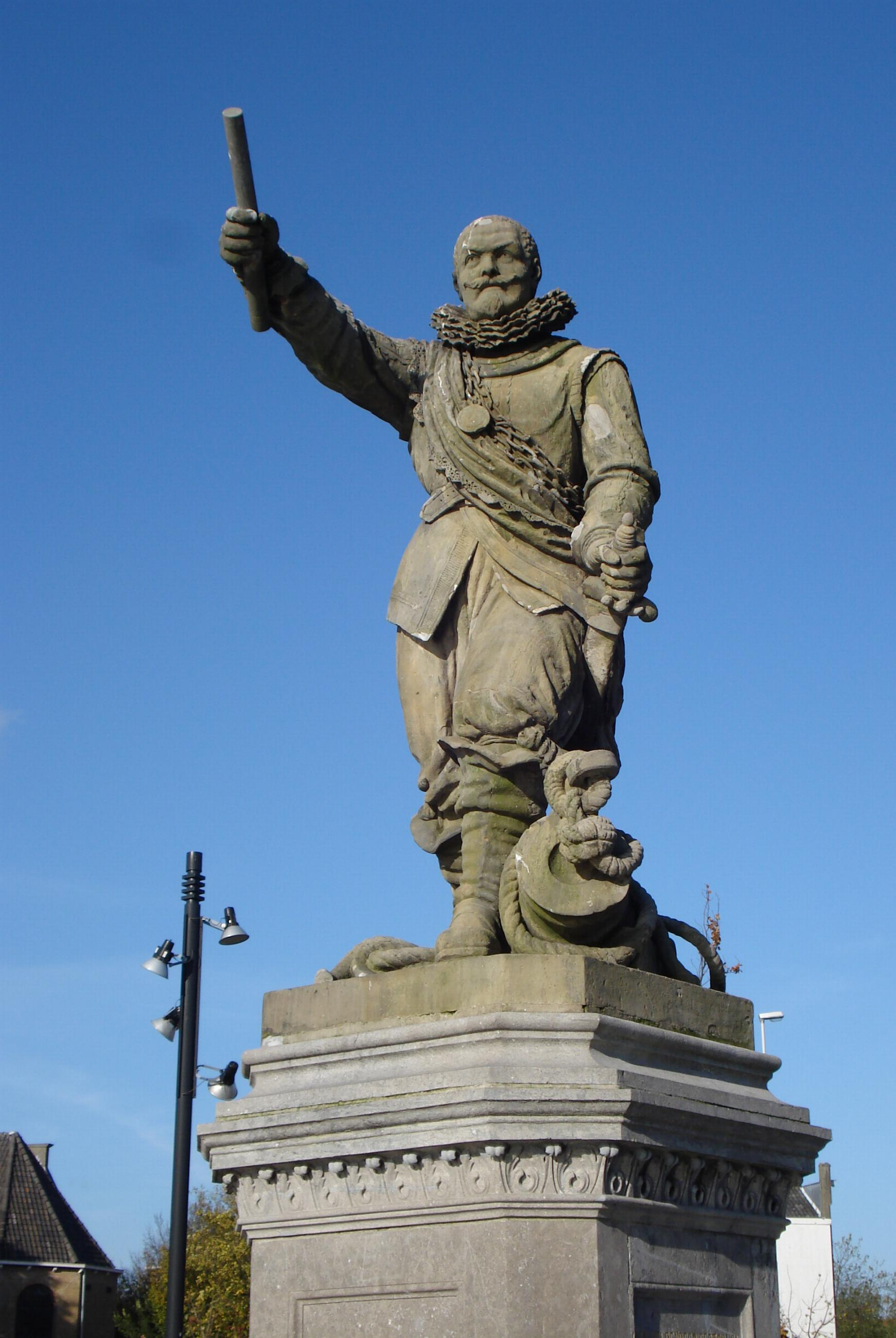
Standbeeld van Piet Hein in Delfshaven

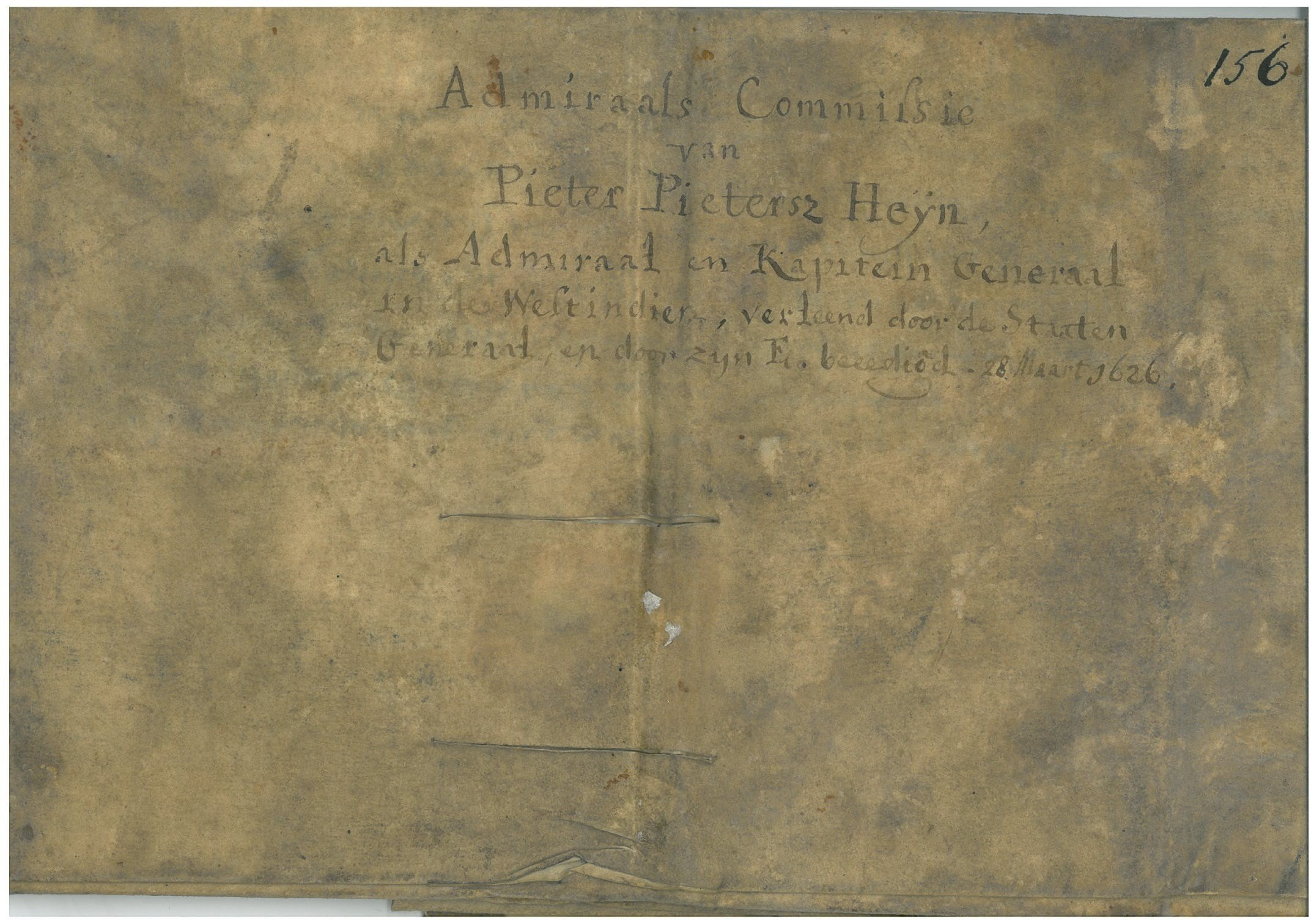
Commissiebrief van Piet Hein als admiraal en kapitein-generaal

Voor de tweede tocht (1626-1627) werd Hein door de WIC op 28 maart 1626 benoemd tot admiraal en kapitein-generaal, met het militaire opperbevel van alle Nederlandse activiteiten in Amerika. Hij zou alleen ondergeschikt zijn aan Boudewijn Hendrickszoon, de Generaal ende Opperhooft van West-Indiën. In mei vertrok hij met een hulpvloot van negen schepen naar Cuba waar Hendrickszoon zich met de hoofdvloot bevond. Op 27 augustus vernam hij dat de laatste op 2 juli was overleden. Hein verplaatste zich naar de zuidpunt van Florida in de hoop dat alle Nederlandse vloten zich daar zouden verenigen om de Spaanse zilvervloot te onderscheppen. Op 9 september passeerde die inderdaad, maar Hein was nog niet versterkt zodat hij moest berichten: Het doet mij wee daer op gaan duinckend [denkend] soo schone occasy voorbij hebbe moeten gaen door het manckement van assestentie.
Hij zou ook nog deelnemen aan een succesvolle aanval op Rio de Janeiro samen met Willekens in 1626, maar na een dispuut over wie de leiding zou hebben, gingen de twee uit elkaar en voer Willekens terug naar Amsterdam.
Nadat Hein nog steeds geen contact had gemaakt met de andere vloten, vertrok hij naar Brazilië. De heersende winden maakten een enorme omweg noodzakelijk: de vloot voer eerst over de noord terug naar de Azoren, bereikte van daaruit in januari 1627 Sierra Leone en stak op 19 januari vanuit Afrika over naar de Braziliaanse kust die op 25 februari in zicht kwam. Met zijn negen schepen was hij te zwak om Salvador te heroveren, maar hij viel een vloot van 26 Portugese schepen aan die op de rede lag en veroverde alles. Zijn eigen vlaggenschip, de Amsterdam, raakte echter vast op een zandbank en werd in de nacht door de forten wrak geschoten, zodat de bemanning het zelf maar in brand stak om te voorkomen dat het in handen van de vijand zou vallen. Hein raakte in dit gevecht gewond door een musketschot in de linkerarm. Negen schepen werden prijsgenomen; de andere zeventien verbrand. Tot de buit behoorden 2564 kisten suiker en 1172 huiden. Twee slavenschepen die uit Angola aankwamen, werden ook prijsgemaakt; de slaven werden vrijgelaten op het eiland Itaparica, hoewel Hein ze tot zijn leedwezen niet tegen scheurbuik had kunnen behandelen, omdat hij geen citrusvruchten had kunnen vinden.
Hierop splitste Hein zijn vloot om met verschillende smaldelen zuidelijker de verschillende Braziliaanse havens te teisteren. Zelf viel hij tussen 10 en 18 juni Salvador weer aan en organiseerde sloepenaanvallen tegen Portugese schepen die in kreken verborgen lagen. Opnieuw viel hem een rijke buit aan suiker in handen; één keer bleek een Portugees schip de terugweg afgesneden te hebben. Hein viel het aan en verbrandde het, zodat de uitweg weer vrij was.
Op 25 augustus begon Hein op de Hollandia en vergezeld door vijf andere schepen de terugtocht naar Nederland. Op 26 oktober verscheen hij onverwacht voor de Kamer van de WIC te Amsterdam om meteen verslag te doen. Opnieuw kreeg hij van de Staten-Generaal een gouden ereketting en opnieuw was er geen grote publieke belangstelling voor zijn verrichtingen, ondanks een speciale herdenkingsprent door graveur Hessel Gerritszoon.

### Derde tocht
Voor zijn derde tocht (1628-1629) behield Hein de titels van kapitein-generaal en admiraal. Zijn tweede man was echter de oudere luitenant-admiraal Hendrick Lonck, die dus anciënniteit had. In de 17e eeuw lag, ook in de burgerlijke Republiek, het rangonderscheid altijd uiterst gevoelig. Iedereen lette steeds goed op of hij overeenkomstig zijn positie – en dus niet "min-achtend" – werd behandeld om statusval te voorkomen. Om die gevoeligheden te ontzien, noemde Hein zich op deze expeditie systematisch "generaal" en Lonck was dan de "admiraal".
De WIC zond in 1628 drie vloten naar Amerika. Dirck Symenszoon Uitgeest viel Brazilië aan met twaalf schepen; Pieter Adriaenszoon Ita ging met een even groot aantal vast voorop naar de Caraïben. Hein vertrok met 31 schepen en 4000 man op 13 april met het uitdrukkelijke doel de Spaanse retourvloot te onderscheppen, die onder meer met zilver, indigo en cochenille beladen onderweg was naar Spanje. Zijn vlaggenschip was de Amsterdam met vijftig kanonnen; zijn vlaggenkapitein de latere viceadmiraal Witte de With. Viceadmiraal en derde man was Joost van Trappen Banckert van de Zeeuwse Kamer van de WIC, de vader van de latere luitenant-admiraal Adriaen Banckert. Hoewel met Hein, De With en Banckert (de "gesel der Spanjaarden") drie van de grootste vechtjassen uit de Nederlandse maritieme geschiedenis op één vloot verenigd waren, had de expeditie meer door geluk dan dapperheid succes.
Omdat de plannen al in een vroeg stadium door de corruptie van de klerken waren uitgelekt, keek heel Europa gespannen toe of het Hein zou lukken. De Terra Firma-vloot uit Zuid-Amerika die het zilver uit Peru moest vervoeren, bleef in de havens liggen toen het duidelijk werd dat Hein inderdaad in het gebied aanwezig was. De St-Jacobsvloot uit Mexico werd echter niet op tijd gewaarschuwd en voer uit naar Cuba, waar een storm een gedeelte naar de Nederlandse vloot dreef, die in de buurt van Havana al een tijd te wachten lag en bijna op het punt stond terug te keren. Op 8 september (juliaanse kalender) vielen vijftien schepen vrijwel zonder gevecht in Heins handen; tijdens de hele expeditie verloor hij slechts 150 man door ziekte en desertie.
Deze overval, de Slag in de Baai van Matanzas, leverde 11.509.524 gulden op (na aftrek van de kosten kennelijk zo'n zeven miljoen want de stadhouder had recht op 10% van de winst en kreeg volgens een latere opgaaf van Johan de Witt 700.000 guldens), een gigantisch bedrag voor die tijd: het equivalent in koopkracht van ruwweg een half miljard euro in huidig geld, terwijl de Nederlandse economie toen ongeveer twee orden van grootte kleiner was dan de huidige. Piet Hein werd daarvoor beloond met zesduizend guldens en de bemanningsleden met elk 200 gulden, wat zelfs tot oproer leidde. De verovering leverde hem de grote faam op in Nederland die tot de dag van vandaag voortduurt. Met de opbrengst van dergelijke goud- en zilvertransporten bekostigde Spanje de strijd tegen de Nederlandse opstandelingen (Tachtigjarige Oorlog).
Het verlies betekende voor de Habsburgers dus niet alleen een overeenkomend verlies aan prestige maar ook de feitelijke onmogelijkheid de oorlog nog tot een goed einde te brengen. Vanaf dat moment zou de positie van Spanje als wereldmacht binnen één generatie verloren gaan. De Republiek had nu echter het geld om in 1629 de zeer dure belegering van 's-Hertogenbosch te beginnen, de onneembaar geachte "Moerasdraeck", waardoor de Habsburgse landblokkade gebroken zou worden. Een versterking van stadhouder Frederik Hendriks reputatie als "Stedendwinger", die al begonnen was met de herovering van Grolle in 1627. Toch waren er ook indirecte nadelen voor de Zeven Verenigde Nederlanden: als centrum van het ontluikende hoogkapitalisme waren ze bijzonder afhankelijk van een onbelemmerde werking van de geldpomp die de zilvertransporten voor de wereldhandel waren. Het even vasthouden van het zilver veroorzaakte een dip in de wereldeconomie. Dat besefte toen echter niemand en het hele volk maakte zich op voor een heldenontvangst.

## Terugkeer

Het sprekende wapen van Piet Hein: een pietje (vogeltje) op een omheining

Op 17 september begon Hein aan de overtocht naar Nederland. Het adviesjacht Ooievaar van kapitein Salomon Willemszoon snelde vooruit en bereikte op 15 november Rotterdam. De volgende dag deed de kapitein kond aan de Staten-Generaal en stadhouder Frederik Hendrik; de overmaat van vreugde was zo groot dat zowel de Staten als de prins hem een gouden ketting toezegden voor het enkele feit dat hij de boodschapper was van zulk goed nieuws. Men probeerde het nog geheim te houden, maar op 17 november had drukker Jan van Hilten al de primeur.
Ondertussen was Hein nog lang niet thuis. De Spaanse koning had al uit voorzorg een grote vloot bijeengebracht in Cádiz, maar durfde die niet zo laat in het jaar de oceaan op te sturen. Hij zette al zijn hoop dus maar op zijn Duinkerker kapers. Om de doorgang door Het Kanaal vrij te houden voer commandeur Johan Evertsen uit met een Zeeuws smaldeel. Geteisterd door stormen en scheurbuik bereikte Heins vloot op 3 december Land's End waar Evertsen hem opwachtte met drie schepen en het kwade bericht dat hij zich door 27 Duinkerkers had moeten heenvechten. Luitenant-admiraal Filips van Dorp was, hoewel al kruisend op volle zee, met tien schepen zonder slag te durven leveren teruggekeerd naar Vlissingen, wat deze nog zwaar aangerekend zou worden. Hein besloot hierop de haven van Falmouth binnen te vallen; vijf afgedwaalde schepen kwamen na felle gevechten op eigen houtje behouden thuis.
De WIC wist te melden dat men van Karel I van Engeland nog een persoonlijke toezegging had gekregen dat Engeland het geldende assistentieverdrag normaal zou nakomen, maar Hein had daar weinig vertrouwen in en lag met geladen kanonnen en brandende lonten in de haven. Toch wisten de Engelsen tot verbazing van alle gezanten, die het tegenovergestelde hadden voorspeld, de verleiding te weerstaan. Wel ontstond er een diplomatieke rel over de vraag of Hein 277 pond en zes schelling invoerrechten moest betalen over een partij huiden die hij om schade te voorkomen aan land had laten zetten. De admiraal hield voet bij stuk, bleef wachten tot hij gelijk kreeg en stak pas op 3 januari 1629 in zee om op 9 januari het Goereese Gat binnen te zeilen.
Bij zijn terugkeer werd hij in Amsterdam, Haarlem en Leiden als een held binnengehaald. Er waren vele eremaaltijden en publieke huldigingen, die luister werd bijgezet door openbare feestelijkheden met vuurwerk. Alle grenssteden en ambassades moesten verplicht feestvieren, zodat het heel de wereld duidelijk zou worden hoe groot de overwinning was. Zelf wist Hein zijn roem wel te relativeren; toen hij op het bordes van het stadhuis van Leiden door een uitzinnige menigte toegejuicht werd, merkte hij op tegen de burgemeester: Siet hoe het volck nu raest, omdat [ick] soo grooten schat t'huys brenghe, [die] daer weijnich voor hebbe gedaen; ende te voren als ick der voor hadde ghevochten, ende verre grooter daden ghedaen als dese, en heeft men sich naeuwlijcks aen mij ghekeert. In februari kreeg hij een gouden ereketting van stadhouder Frederik Hendrik, admiraal-generaal van land's vloot.
De aandeelhouders van de WIC kregen een dividend uitgekeerd van 50%. De koersen stegen daarbij nog eens met 225%; Hein had zijn vrouw nog aangeraden aandelen te kopen, maar die durfde dat niet. De Heren Negentien, de bewindhebbers van de WIC, kregen samen 1% van de winst; stadhouder Frederik Hendrik in zijn eentje ontving 10%, een enorm bedrag. De opvarenden kregen als prijsgeld slechts zeventien maanden extra gage; de personeelskosten beliepen hierdoor samen met de normale gage zo'n 1,7 miljoen. Omdat Hein ongeveer 350 guldens per maand verdiende, kreeg hij dus zesduizend gulden extra. Uit zijn testament blijkt dat hij niets van belang verduisterd had.
Hein kreeg de keus of hij uitbetaald zou worden in geld of cochenille; hij koos voor baar geld maar merkte kort daarop dat de prijs van de rode verfstof juist door zijn actie flink aan het stijgen was en vroeg alsnog in natura uitgekeerd te krijgen. Dit werd geweigerd. Vele opvarenden voelden zich tekortgedaan, het WIC-kantoor in Amsterdam werd bestormd en Hein vreesde dat men bij hem of zijn vrouw verhaal zou gaan halen; hij was al bedreigd. Dit alles verstoorde de verhouding tussen hem en de compagnie.

## Luitenant-admiraal van 's Lands Vloot en dood

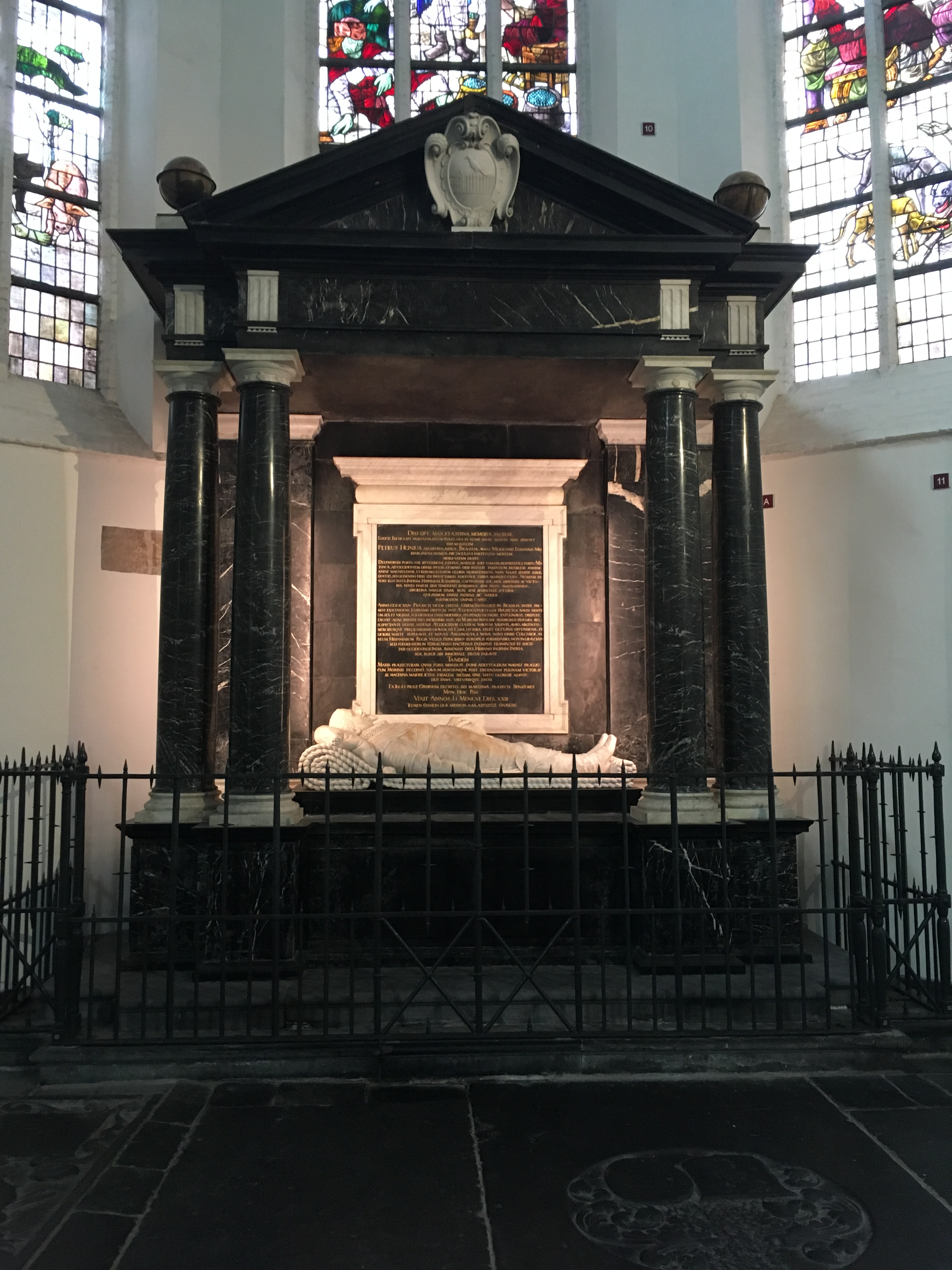
Praalgraf in de Oude Kerk te Delft

Op 16 maart kwam het de Staten-Generaal ter ore dat er onoverbrugbare tegenstellingen waren ontstaan tussen Hein en de Heren Negentien. In allerijl werd een verzoeningscommissie benoemd, die echter op 21 maart moest melden dat de onderhandelingen alsnog stuk waren gelopen op de exorbitante eisen die Hein stelde aan zijn bevelhebberschap: hij wilde volledige vrijheid van handelen, vroeg 1500 gulden per maand, en wilde bewindhebber worden van de Admiraliteit van Amsterdam.
Op 26 maart 1629 werd Hendrick Lonck als zijn opvolger bij de WIC benoemd; maar dezelfde dag werd Hein beëdigd als luitenant-admiraal van Holland en West-Friesland, dus in dienst van de Hollandse Staten. Frederik Hendrik had dit zo geregeld. Dit betekende ook dat hij bevelhebber was van de confederale vloot, als eerste niet-adellijke admiraal en opvolger van de plaatsvervangende bevelhebber, de edelman Van Dorp, die zelf admiraal Laurens Reael verving. Als zodanig diende Hein meteen een tienpuntenplan in ter verbetering van het marinebestuur. Veel van zijn hervormingsvoorstellen werden echter door de vijf admiraliteiten afgewezen. Hein verhuisde nu naar Delft. Op 29 mei vertrok hij met een eskader uit Hellevoetsluis, met zijn schip de Vliegende Groene Draeck, tegen de Duinkerker kapers. Die bleken zich echter nog niet op zee te bevinden.
Op 17 juni onderschepte hij echter drie Oostender kaperschepen. Zoals zijn gewoonte was schoof hij zijn schip tussen twee kaperschepen in, toevallig die van de admiraal (Jacob Besage) en viceadmiraal van de Oostendse vloot, om ze beide tegelijkertijd de volle laag te geven. In dit geval liep het slecht af. Een achtpondskogel raakte hem na een half uur in de linkerschouder en hij was op slag dood. Dat het gevecht niet verloren ging, maar de Nederlandse vloot toch succes opleverde, was te danken aan de vlaggenkapitein van het admiraalsschip, Maarten Harpertszoon Tromp. Deze zou later uitgroeien tot een belangrijk admiraal. Twee kaperschepen werden genomen en de bemanningen ervan werden op last van Tromp ter plekke opgehangen. Het derde kaperschip met aan boord het lijk van Jacob Besage, de Oostendse kaperskapitein die in dezelfde strijd sneuvelde, kwam zwaar gehavend terug naar Oostende.

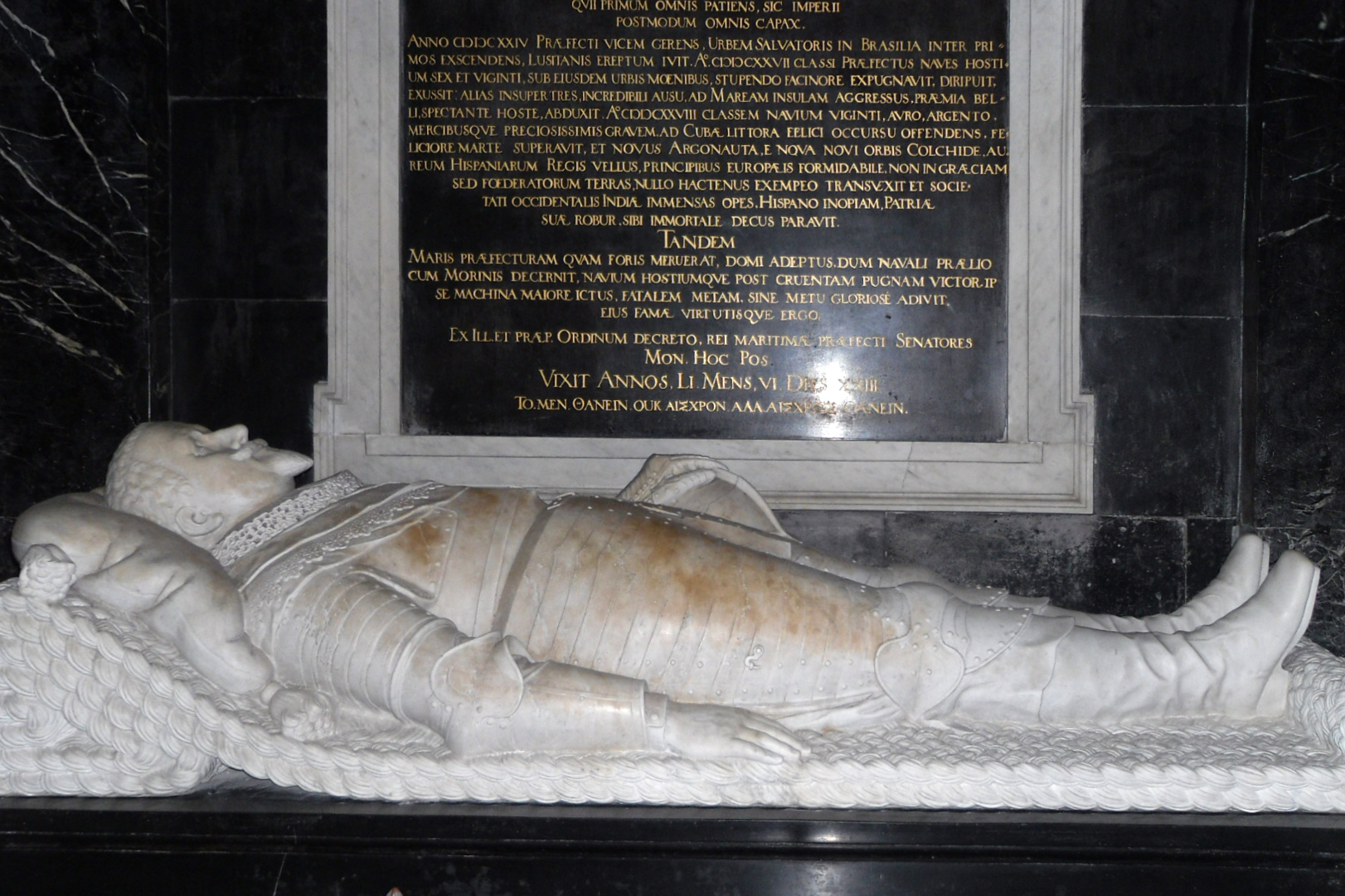
Beeld van Hein op het grafmonument

Piet Hein werd op 4 juli met grote eer begraven in de Oude Kerk in Delft. Pas in 1638 kwam na lang aandringen van de weduwe op staatskosten het beloofde marmeren praalgraf klaar, meestal toegeschreven aan Pieter de Keyser. Op zijn graf prijkt de Griekse spreuk Το μεν θανειν οὐκ αἰσχρον, ἀλλ' αἰσχρως θανειν, (To men thanein ouk aischron, all' aischroos thanein): "Het sterven is niet schandelijk, wel om schandelijk te sterven." Veel later, in 1870, is in Delfshaven een standbeeld van Piet Hein geplaatst; een werk van de Bossche beeldhouwer Joseph Graven.

## Eerbewijzen en vernoemingen
- Het lied De zilvervloot verhaalt van zijn buitmaking
- Standbeeld van Piet Hein in Delfshaven (sinds 1886 een deel van de gemeente Rotterdam) op het Piet Heynsplein.
- Ook aan de baai van Matanzas op Cuba staat een standbeeld van Hein.
- De Oude Kerk te Delft heeft een grafmonument.
- Onder andere de Piet Heinstraat in Den Haag, en straten in Delft, Zutphen en Goes, alsmede de Piet Heintunnel, Piet Heinkade en Hotel Piet Hein in Amsterdam werden naar hem vernoemd.
- Piet Hein staat afgebeeld op de postzegel van 15 cent uit de zogenoemde zeeheldenserie (1943).
- Een directe Deense afstammeling heette ook Piet Hein (1905-1996) en was een bekende dichter, schrijver, wiskundige en uitvinder. Hij schreef: Mijn voorvader, de Nederlandse volksheld Admiraal Piet Hein, stierf — zoals Nederlandse geschiedschrijvers om de tien jaar herhalen — kinderloos. Je kunt niet veel vergen van een voorvader, maar je mag van hem aannemen dat hij niet kinderloos gestorven is.[19]
- Verschillende schepen van de Koninklijke Marine heetten Hr.Ms. Piet Hein: een pantserschip, een torpedobootjager van de Admiralenklasse, een torpedobootjager van de S-klasse en een fregat van de Kortenaerklasse.